# Hahnia spinata
Hahnia spinata là một loài nhện trong họ Hahniidae.
Loài này thuộc chi Hahnia. Hahnia spinata được Pierre L. G. Benoit miêu tả năm 1978.